# ۱۳۸۵ (میلادی)
۱۳۸۵ (میلادی) هزار و سیصد و هشتاد و پنجمین سال تقویم میلادی است.

## درگذشتگان
- ۲۸ ژوئن - آندرونیکوس چهارم، امپراتور بیزانس

‎